# Provinsros
Provinsros (Rosa gallica), är en art i familjen rosväxter. Den förekommer naturligt i södra och centrala Europa, från Belgien och Frankrike  till Ukraina, Turkiet, Kaukasus och Irak. Majoriteten av dagens förädlade rosor har provinsrosen i sitt ursprung. Trädgårdsformer av, och primära hybrider med provinsrosen brukar räknas till gallicarosorna. 
Bildar en låg, tät buske som bildar stora bestånd genom rotskott, 50–200 cm, men vanligen runt 80 cm. Stammarna är röna eller rödaktiga, har oliklånga, krokiga taggar och klibbiga borst. Bladen är grågröna, parbladiga med 3–7 delblad som är relativt hårda, äggrunda till smalt elliptiska, rundade i spetsen och dubbelt tandade. Blommorna sitter ensamma eller 2–4 tillsammans, 4–8 cm i diameter, de är doftande och djupt rosa till karmosinröda. Skaften har klibbiga borst. Foderbladen är flikiga, böjer sig bakåt och ramla av efter blomningen. Frukten är rund till äggrund, ca 1,3 cm, tätt beklädd med klibbiga borst.
Arten kom tidigt i odling i persien och hör till de äldsta kulturrosorna. Till de första sorterna som uppstod hör apotekarrosen och polkagrisrosen

## Synonymer
- Rosa arvina Krock., 1790
- Rosa assimilis Déségl., 1873
- Rosa austriaca Crantz, 1763
- Rosa belgica Brot., 1804
- Rosa centifolia L., 1753
- Rosa cordata Cariot, 1884
- Rosa cordifolia Chabert ex Cariot, 1872 nom. illeg.
- Rosa cordifolia Host, 1831
- Rosa crenulata Chrshan., 1949 nom. illeg.
- Rosa czackiana Besser, 1821
- Rosa gallica proles cordata (Cariot) Rouy & E.G.Camus, 1900
- Rosa gallica proles gallorum Rouy & E.G.Camus, 1900
- Rosa gallica proles incarnata (Mill.) Rouy & E.G.Camus, 1900
- Rosa gallica proles rubra Rouy & E.G.Camus, 1900
- Rosa gallica subsp. austriaca (Crantz) Nyman, 1878
- Rosa gallica subsp. pumila (Poir.) Nyman, 1878
- Rosa gallica var. centifolia (L.) Sm., 1815
- Rosa gallica var. plena Regel
- Rosa gallica var. pumila Poir. in Lam., 1804
- Rosa gallica var. ruralis (Déségl.) Rouy & E.G.Camus
- Rosa grandiflora Salisb., 1796 nom. illeg.
- Rosa heteroacantha Chrshan., 1950
- Rosa incarnata Mill., 1768
- Rosa millesia L., 1759
- Rosa millesia L., 1756 , 1756] nom. nud.
- Rosa minimalis Chrshan., 1949
- Rosa oligacantha Borbás, 1880
- Rosa provincialis Herrm., 1762
- Rosa pumila Jacques, 1773 nom. illeg.
- Rosa pumila Scop., 1771
- Rosa pygmaea M.Bieb., 1808
- Rosa repens Münchh., 1770
- Rosa rubra Lam., 1779 nom. illeg.
- Rosa ruralis Déségl., 1861
- Rosa sylvatica Gaterau, 1789 nom. illeg.
- Rosa tauriae Chrshan.
- Rosa tenuis Becker, 1827
- Rosa velutinaeflora Déségl. & Ozanon, 1873
- Rosa virescens Déségl., 1861